# Bernardo de Centelles
Bernat de Centelles Riu-sec i de Cabrera (? - 1433), barón de Nules y de Oliva, fue un noble y militar del Reino de Valencia.

## Ascendencia y descendencia
Hijo de Gilabert de Centelles y Riu-sec, conocido también como Ramón de Riu-sec, se casó con Leonor de Queralt. Del matrimonio nació Francesc Gilabert de Centelles Riu-sec i de Queralt.

## Biografía
De muy joven se incorporó al servicio de la corona como chambelán de Martín el Joven de Sicilia, de quien fue consejero y amigo, y le acompañó en las campañas de Cerdeña (1408) con tropas propias. En 1409 heredó de su padre los señoríos de Nules, Oliva y Rebollet
, a los que añadirá los feudos de Monteacuto, Marghine, Osilo, Meilogu, Anglona y otros 39 puestos de aquella isla cedidos por Martín el Humano en reconocimiento a sus méritos y de los de sus antepasados.
Volvió a Valencia a la muerte de su padre para capitanear el bando de los Centelles durante las luchas originadas a partir de la muerte del rey Martín el Humano, en el contexto de las llamadas banderías del Reino de Valencia, donde los Centelles eran partidarios de Fernando de Antequera y sus contrarios, los Vilaragut, de Jaime II de Urgel. En 1412 Bernardo participó en la batalla de Morvedre, donde los urgelistas perdieron el estandarte de la ciudad de Valencia y los Centelles pudieron entrar en la capital, dominando así en poco tiempo el reino, quedando los Vilaragut reducidos. La elección de Fernando de Antequera en el Compromiso de Caspe supuso el triunfo de los Centelles, y el rey recompensó su lealtad, nombrándolo mariscal de la Corona y condestable de Aragón. Más tarde, Alfonso el Magnánimo lo hizo capitán general de sus ejércitos durante las guerras de Cerdeña, Córcega y Nápoles, además de darle varias posesiones en la península italiana, como el condado de Goceano, dado el 15 de febrero de 1421, y el nombramiento como virrey de Cerdeña el mismo año hasta 1433, año de su muerte.
| Predecesor: Rambaldo Corbera | Virrey de Cerdeña 1421-1433 | Sucesor: Luis de Aragall (interino) |